# Junta Coordinadora Nacional
La Junta Coordinadora Nacional, también conocida como La Coordinadora, fue un grupo interno de la Unión Cívica Radical de la Argentina, fundado en 1968 bajo la conducción de Luis "Changui" Cáceres, y finalizado en el año 1983 antes del comienzo del gobierno del Dr. Raúl Alfonsín. Luego continuaron distintos movimientos regionales internos que siguieron utilizando el nombre de Coordinadora.

## Origen
En 1966 se instaló en Argentina un régimen militar dictatorial auto-denominado Revolución Argentina que prohibió la política y disolvió los partidos políticos. Con las actividades de los partidos políticos suspendidas, la juventud, tanto sindical como universitaria, desempeñó un rol activo en la recuperación de la vida política.
Uno de esos grupos universitarios fue Franja Morada, una confederación de agrupaciones estudiantiles de tendencia centro-izquierdista, cercana al radicalismo pero no plenamente identificada con él, que con otras organizaciones estudiantiles y sindicales llevó adelante la primera insurrección contra el gobierno militar, en Córdoba en agosto de 1966.
En 1968, en la ciudad de Santa Fe, unas pocas decenas de jóvenes radicales que luchaban contra la dictadura militar constituyeron la Junta Coordinadora Nacional de la Juventud Radical como grupo interno de la UCR y trataron de convertirse en la Juventud Radical reconocida por la UCR. No lo lograrían hasta los años ochenta, cuando Raúl Alfonsín ya presidía el Comité Nacional.   
En Franja Morada, había sectores anarquistas y de otras tendencias, hasta que la Coordinadora consagró una fuerte mayoría y definió a Franja Morada como organización universitaria del radicalismo. Hoy mantiene el status y en ese carácter designa miembros al Comité Nacional de la UCR. 
Entre los jóvenes dirigentes que fundaron o se incorporaron a la Junta Coordinadora Nacional se encontraban Luis "Changui" Cáceres, Sergio Karakachoff, Marcelo Stubrin, Enrique Nosiglia, Fredi Storani, Juanjo Cavallari, Ricardo Campero, Héctor Velázquez, Mario Losada, Ramón Mestre, Jorge Wandelow, Guillermo Aramburu, Julio Cesar "Bebe" Alén, Rodolfo Miguel Parente,  Carlos Muiño, en Córdoba Molinero y Carlos Becerra, Ricardo Lafferrière, Goyo Pomar, Oscar Smoljan, entre otros.

## Acción política
Franja Morada y la Junta Coordinadora Nacional adoptaron un programa de liberación nacional de izquierda, rechazando expresamente la lucha armada, que adoptaron en esa época otros sectores juveniles del peronismo, del catolicismo, del nacionalismo y movimientos guerrilleros de izquierda.
En un marco de violencia creciente en el país y la aparición de organizaciones guerrilleras, Franja Morada y la Junta Coordinadora, participaron activamente en los dos Rosariazos y el Cordobazo, que deterioraron el poder de la dictadura militar. Ya entonces los jóvenes de la Junta Coordinadora Nacional (JCN) se acercaron a Raúl Alfonsín, presidente del Comité Provincia de Buenos Aires de la UCR -que funcionaba en la clandestinidad- quien era partidario de una confrontación activa contra la dictadura militar del general Juan Carlos Onganía.  
Franja Morada era parte de los comicios estudiantiles clandestinos -el régimen los había prohibido- que conservaban los centros de estudiantes. La militancia estudiantil -Franja era una de las fuerzas decisivas- se opone desde el comienzo a la dictadura de Onganía y participa activamente en la resistencia organizada por la CGT de los Argentinos, que conducía el obrero gráfico Raimundo Ongaro y donde confluían radicales con peronistas combativos, socialcristianos, el Partido Comunista y otras fuerzas de izquierda. Esa CGT se había convertido en un verdadero Frente Único antidictatorial.
Los jóvenes radicales también participaron de la creación del Movimiento de Renovación y Cambio, dirigido por el propio Alfonsín, que se definió como una línea interna de la Unión Cívica Radical de tendencia más popular, yrigoyenista y socialdemócrata, frente al balbinismo-unionismo (Línea Nacional), de tendencia más liberal. Alfonsín fue derrotado en la interna de la UCR por Ricardo Balbín.
En 1972, por primera vez, Franja Morada, ganó la Federación Universitaria Argentina (FUA) que, a partir de entonces, conducirá ininterrumpidamente durante las siguientes décadas.
La Junta Coordinadora, descartada la lucha armada de las organizaciones guerrilleras, promovió la vía pacífica al socialismo, bajo el modelo de la Unidad Popular de Chile, integrada por socialistas, comunistas y el Partido Radical, además de fuerzas menores, que triunfaba en los comicios de 1970. 
La Coordinadora integraba las Juventudes Políticas con la Juventud Peronista, la Federación Juvenil Comunista y organizaciones menores.  Participan en grandes movilizaciones en septiembre de 1973 en repudio al golpe militar que han dado las Fuerzas Armadas de Chile contra el presidente constitucional Salvador Allende, líder socialista y de la Unidad Popular. 
Durante la presidencia de Juan Perón, los jóvenes radicales lograron modificar un proyecto de ley universitaria de tono autoritario, más parecido al espíritu del primer peronismo, y establecer otra ley, de espíritu reformista, gracias a la intervención de Balbín ante el propio Perón. 
Ejercieron una dura oposición a las desviaciones de José López Rega y el gobierno de Isabel Perón, pero hasta último momento denuncian el golpe militar que se está gestando, y trataron de juntar fuerzas para evitarlo.  Rompieron con la Juventud Peronista y abandonaron Juventudes Políticas cuando Montoneros decidió volver a la lucha armada clandestina, durante el gobierno de Isabel.
Producido el golpe de Estado de 1976 que dio inicio al Proceso de Reorganización Nacional y a una política represiva basada en el terrorismo de Estado, uno de los fundadores de la Junta Coordinadora y miembro de la APDH, Sergio Karakachoff fue secuestrado el 10 de septiembre de 1976 y luego asesinado. En esa etapa, la JCN y la Coordinadora tratan de preservar los cuadros de la represión. Hay poca actividad y gran cuidado por el riesgo de infiltración.
Durante la guerra de las Malvinas, en 1982, la Junta Coordinadora Nacional, al igual que Alfonsín y el Movimiento de Renovación y Cambio, mantuvieron una actitud reticente ante la toma de las islas por parte del gobierno militar, aunque no todas sus regionales coincidieran.[cita requerida] Finalizada la guerra con la derrota de Argentina, en junio de 1982, el régimen militar sufrió un colapso y procedió en forma desorganizada a abrir una salida electoral.
En el proceso electoral Raúl Alfonsín, retomó la bandera institucionalista de la UCR y le añadió -como en la época yrigoyenista- la bandera de la igualdad social y la lucha antiimperialista (en su discurso de cierre de campaña en Capital, en el Obelisco, repudió "al imperialismo, que acaba de poner su garra en Grenada").  El mensaje de condena a la violencia política y la violación de derechos humanos, triunfó ampliamente en las elecciones internas sobre el balbinismo que promovía a Fernando De la Rúa, y luego, el 30 de octubre de 1983, venció al peronismo, alcanzando el 51,7% contra 40,1% de Ítalo Lúder. La primera derrota electoral del PJ desde 1946.
La Junta Coordinadora Nacional jugó un papel determinante en el triunfo de Alfonsín, movilizando masivamente a la juventud. La estructura de la JCN aportó dinamismo y un discurso moderno a un partido que hasta entonces era visto como algo envejecido. el Movimiento de Renovación y Cambio exhibía dos vertientes: los "históricos" y "la Coordinadora". Luego de la victoria del candidato radical, los dirigentes de La Coordinadora presidían las comisiones más importantes de la Cámara de Diputados del Congreso Nacional. En el Poder Ejecutivo, la organización inicialmente sólo obtuvo cargos de tercer orden, pero con el correr de los meses su presencia se fue haciendo más importante.
En realidad, la Coordinadora dejó de existir como tal con la llegada del radicalismo al gobierno y la oficialización formal de la Juventud Radical como institución partidaria. Los dirigentes, pasados los treinta años, estaban inmersos en la actividad partidaria de mayores. Sin embargo, muchos medios periodísticos siguieron hablando de la Coordinadora como si subsistiese. En realidad, cada regional sigue su camino. En algunos sitios, logra la conducción formal del partido, como en la Capital Federal y Santa Fe. En Buenos Aires no dirigía el partido pero fue decisiva en la gestión del gobernador Alejandro Armendáriz.    
Con el correr de los meses sus dirigentes ocuparon puestos de relevancia durante el gobierno alfonsinista, como Enrique Nosiglia (Ministro del Interior), Facundo Suárez Lastra (Intendente de la Ciudad de Buenos Aires), Leopoldo Moreau (presidente de la Cámara de Diputados en 1989), Jesús Rodríguez (Ministro de Economía en 1989).
Sin embargo, con la crisis económica hiperinflacionaria que llevó a la derrota del radicalismo en 1989, la Junta Coordinadora Nacional -que había defendido a Alfonsín con vigor- apareció ante la opinión pública como responsable de los errores del gobierno.
En los años 1990, en los que gobernó el presidente Carlos Menem, los miembros de la ex Junta Coordinadora Nacional impulsaron acuerdos con el FREPASO, dirigido por Carlos "Chacho" Álvarez, que dieron origen a La Alianza. Sin embargo, al igual que hacía ocurrido sesenta años antes con el yrigoyenismo, la idea que no había que echar sombra sobre el líder impidió que la JCN y el alfonsinismo hubiera construido un candidato presidencial propio. Debieron aceptar la candidatura de Fernando de la Rúa, perteneciente al ala conservadora del radicalismo, así como en 1989 habían debido aceptar a Eduardo Angeloz.
En 1999 la Alianza triunfó en las elecciones presidenciales, asumiendo el gobierno Fernando de la Rúa, acompañado por Carlos Chacho Álvarez como vicepresidente. Varios integrantes de la Junta Coordinadora Nacional ocuparon altos cargos en el Estado, entre los que se destacaron Federico "Fredi" Storani (Ministro del Interior) y Andrés Delich (Ministro de Educación).
Enfrentados a las políticas conservadoras del Presidente de la Rúa, los integrantes de la Junta Coordinadora Nacional, el Movimiento de Renovación y Cambio, y el FREPASO fueron lentamente desplazados del gobierno.
Con posterioridad a la crisis de 2001 que llevó a la renuncia del Presidente Fernando de la Rúa, y a una profunda crisis del radicalismo, la Junta Coordinadora Nacional, al igual que el Movimiento de Renovación y Cambio entraron también en una etapa crítica, que se profundizó con la muerte de Raúl Alfonsín en el año 2009.

## Financiamiento
En 1998 el juez penal Guillermo Tiscornia condenó a 10 años de prisión al político de la UCR Juan Carlos Delconte, administrador nacional de Aduanas durante la gestión del presidente Raúl Alfonsín. Delconte fue acusado por mal desempeño y comisión de delito de contrabando en la causas del oro y de la aduana paralela, Tiscornia responsabilizó a Delconte por contrabando agravado. Conforme la declaración de exfuncionarios de la Aduana, el producto obtenido por el contrabando en las aduanas argentinas eran destinasos a la Junta Coordinadora Nacional del radicalismo, que dirigía una oficina que funcionaba en Sarmiento al 600. El magistrado concluyó al procesar a Delconte, en 1998, que el exadministrador de Aduana había sido responsable "del montaje de una colosal maquinaria delictiva durante la década del 80 en el área operacional de Ezeiza" y probó los ilícitos en más de tres mil seiscientas oportunidades. En rigor, Delconte no había sido parte de la Coordinadora. Los exlíderes de la Coordinadora vincularon el episodio con  una campaña originada en sectores tradicionalistas e incluso pro-dictadura. Al comenzar la presidencia Alfonsín, el semanario "Somos", publicación de Editorial Atlántida, había presentado a la Coordinadora como "los montoneros de Alfonsín", que la JCN interpretó como un intento de descrédito del sector considerado más izquierdista de la UCR y más amenazante para el establishment.